# Cecilia Paredes Verduga
Cecilia Paredes Verduga (Guayaquil, 27 de octubre de 1971) es una científica ecuatoriana y catedrática universitaria. Actualmente se desempeña como Rectora de la Escuela Superior Politécnica del Litoral (ESPOL), siendo la primera mujer en ocupar este cargo. Es Fundadora del Centro Ecuatoriano de Investigación y Desarrollo de Nanotecnología de la ESPOL.

## Biografía
Cecilia Paredes inició su vida de estudios con la decisión de estudiar Ingeniería Mecánica en enero de 1994 en la Escuela Superior Politécnica del Litoral (ESPOL), siendo una de las pocas mujeres que estudiaban Ingeniería Mecánica. En 1997 realizó un masterado en Ceramic Science and Engineering (Ciencia Cerámica e Ingeniería) en New Jersey, Estados Unidos en la Universidad Rutgers.
Años después en mayo de 2000 obtuvo el Ph.D en Ciencias Cerámicas e Ingeniería en New Jersey, Estados Unidos en la Universidad Rutgers. En el año 2001 realizó un diplomado en Innovación de Tecnología y Negocios en la Escuela de Postgrados de Administración de Empresas ESPAE en la Universidad ESPOL y la Universidad de Texas, Estados Unidos el cual lo culminó en febrero de 2002.
Fue profesora-asistente, profesora invitada en la Universidad Rutgers en Graduate Program in Ceramic Science and Engineering Piscataway, Nueva Jersey. Así como, en Educational Opportunity Fund (EOF) en el programa Pre-Calculus, entre otras instituciones de renombre. Fue directora de Investigación y Desarrollo en Fels Refractories Edison, Nueva Jersey en las áreas de Desarrollo de nuevos productos y composiciones para cerámicos refractarios incluyendo sistemas basados en óxido de aluminio, sílice, mullita, óxido de circón y sistemas basados en arcilla. Es investigadora post doctoral de Routgers University Piscataway, Nueva Jersey y formó parte del Proyecto Cormetech.
Un año más tarde, en el 2001, realizó un Diplomado en Innovación de Tecnología y Negocios en la Escuela de Postgrados de Administración de Empresas ESPAE (ESPOL) y la Universidad de Texas, EE. UU.
Desde mayo de 2001, ha sido profesora e investigadora principal de la ESPOL, en la Facultad de Ingeniería en Mecánica y Ciencias de la Producción, y ejerció como subdecana de esta facultad entre mayo de 2005 y mayo de 2008.
Se desempeñó como decana de la facultad de Ingeniería Mecánica entre los años 2005 y 2008.
Fue Vicerrectora Académica de la Escuela Superior Politécnica del Litoral (ESPOL) de 2012 a 2017.
En 2017 fue elegida para el cargo de rectora de la Escuela Superior Politécnica del Litoral; y en julio de 2022, fue reelegida para un segundo periodo como rectora de la ESPOL, hasta el 2027.  
A lo largo de su carrera académica y de gestión educativa se observa un cambio de enfoque educativo de la ESPOL hacia una institución basada en desarrollo de competencias y habilidades esenciales de los futuros graduados como es la programación y analítica de datos, creación de valor, trabajo en equipo, entre otras; y carreras validadas con acreditaciones internacionales.

## Trayectoria y Liderazgo
Su liderazgo se manifiesta a través de las siguientes acciones: 
- Miembro Académico del Consejo Educación Superior, Provisional del Ecuador desde septiembre de 2011.[12]
- Presidenta del Consejo Educación Superior y Provisional del Ecuador, 2010 - 2011.[13]
- Miembro del Consejo Superior Provisional del Ecuador , 2010- 2011.
- Miembro del Consejo de Investigación de la Escuela Superior Politécnica del Litoral (Ecuador),  2010 - 2012.[14]
- Directora del Centro ecuatoriano de Investigación y Desarrollo en Nanotecnología (CIDNA), 2008 - 2011.
- Fue nominada Presidenta del  Latin American and Caribbean Consortium of Engineering Institutions. De enero de 2016 hasta enero de 2017.[15]
- Directora del Laboratorio de Ensayos de Materiales (LEMAT) de la Escuela Superior Politécnica del Litoral (ESPOL). Fue responsable por la acreditación del Laboratorio de Ensayos de Materiales con la norma Internacional ISO 17025. Ella fue responsable de servicios a realizarse en el LEMAT. 2008-2012.[1]
- Promotora del Programa 6 VLIR-ESPOL Escuela Superior Politécnica del Litoral (ESPOL), manejó el programa de Investigación de Aplicaciones de Materiales No-Metálicos.
- Consultora en el área de caracterización de materiales y análisis de fallas.[16]

- Fundó el Centro de Investigación y Desarrollo en Nanotecnología (CIDNA) en el año 2010 y el Laboratorio de Ensayos Metrología y de Materiales (LEMAT) en el 2003.[3]

## Proyectos impulsados
En su trayectoria profesional ha gestionado e impulsado los siguientes proyectos:
- Applications, Research of Non-metallic materials – Componente 6 del proyecto VLIR-ESPOL.  2003-2010.
- Applied research for non-metallic materials from Ecuadorian Coastal Region: Academic development with innovative applications for zeolites- and clays-based products. 2010-2013.[6]
- Implementación del Laboratorio de Ensayos de Materiales (LEMAT) como laboratorio verificador de la conformidad.  2009-2011. Financiamiento: MIPRO-Ecuador.[20]
- Economic and Technical Feasibility Analysis of Reinforced Plastic Composites production from Polypropylene and Ecuadorian Calcium Carbonate.  2008–2009. Financiamiento: Internacional / VLIR-RIP (BÉLGICA), concursable.

- Creación del Centro Ecuatoriano de Investigación y Desarrollo en Nanotecnología. 2008-2009 - Financiamiento: ESPOL.[21]
- Investigación en Aplicaciones de Materiales No metálicos. 2003-2009 - Financiamiento: VLIR-ESPOL (BÉLGICA).

## Reconocimientos
- Dirección de Acción Social y Educación del M.I. Municipalidad de Guayaquil: “Reconocimiento como una de los 100 Guayaquileños Destacados, por el valioso aporte al bienestar y progreso de la ciudad”, 9 de julio de 2019. [22][23]
- Sociedad de Organizaciones Sociales (S.O.S.): Colegio de Educadores del Ecuador, el movimiento cultural Monseñor Leonidas Proaño, Confraternidad de defensa de los Derechos Humanos. Reconocimiento: “Personaje del año 2018”.
- Universidad de Guayaquil – Vicerrectorado de Investigación, Gestión del Conocimiento y Postgrado. “Reconocimiento en la categoría Ámbito en la Gestión Académica e Investigación por la Promoción de Proyectos de Responsabilidad Social e investigación al abrir las puertas del conocimiento en las comunidades, evidenciando el liderazgo con los estudiantes al ejecutar acciones esenciales en la construcción de una nueva sociedad interconectada con la academia”, 21 de noviembre de 2017.[24][25]
- Certificate of Appreciation – IEEE-ESPOL STUDENT BRANCH – For volunteering time and assistance in activities during the 2014-2015.[26]

## Publicaciones
- Mejora Continua en la ESPOL Re-diseño del proceso de prácticas pre-profesionales, TIPO PARTICIPANTES: Coautor AÑO: 2017 REVISTA/EVENTO: 45th SEFI Conference, 18-21 September 2017, Azores, Portugal https://www.researchgate.net/publication/299532753_LA_MEJORA_CONTINUA_EN_LA_ESPOL_RE-DISENO_DEL_PROCESO_DE_PRACTICAS_PRE-PROFESIONALES
- Nanocompuestos de Polietileno de Alta Densidad y Organoarcillas Producidos Industrialmente ISBN/ISSN:, TIPO PARTICIPANTE: Coautor, AÑO: 2016 REVISTA/EVENTO: Laccei Proceedings https://www.researchgate.net/publication/307090291_Nanocompuestos_de_polietileno_de_alta_densidad_y_organorcillas_producidos_industrialmente
- Potential of Inorganic Polymers (Geopolymers) Made of Halloysite and Volcanic Glass for the Immobilisation of Tailings from Gold Extraction in Ecuador ISBN/ISSN: 01691317 ,TIPO PARTICIPANTE: Coautor AÑO: 2015 REVISTA/EVENTO: Applied Clay Science https://www.researchgate.net/publication/273764279_Potential_of_inorganic_polymers_geopolymers_made_of_halloysite_and_volcanic_glass_for_the_immobilisation_of_tailings_from_gold_extraction_in_Ecuador
- Hydration and Strength Evolution of Air-Cured Zeolite-Rich Tuffs and Siltstone Blended Cement Pastes At Low Water-To-Binder Ratio. ISBN/ISSN: 1471-8030 TIPO PARTICIPANTE: Coautor AÑO: 2015 REVISTA/EVENTO: Clay Minerals https://www.researchgate.net/publication/278162315_Hydration_and_strength_evolution_of_air-cured_zeolite-rich_tuffs_and_siltstone_blended_cement_pastes_at_low_water-to-binder_ratio
- First-Principles Study of the Nature of Niobium Sulfide Catalyst for Hydrodesulfurization in Hydrotreating Conditions ISBN/ISSN: 19327447 TIPO PARTICIPANTE: Coautor AÑO: 2014 REVISTA/EVENTO: Journal of Physical Chemistry C Volume 118, Issue 48, 4 December 2014, Pages 27823-27832  https://www.researchgate.net/publication/268872122_First-Principles_Study_of_the_Nature_of_Niobium_Sulfide_Catalyst_for_Hydrodesulfurization_in_Hydrotreating_Conditions
- Hydration Process of Zeolite-Rich Tuffs and Siltstone-Blended Cement Pastes at Low W/B Ratio, Under Wet Curing Condition ISBN/ISSN: 13886150 TIPO PARTICIPANTE: Coautor AÑO: 2014 REVISTA/EVENTO: European Journal of Environmental and Civil Engineering https://www.researchgate.net/publication/262583279_Hydration_process_of_zeolite-rich_tuffs_and_siltstone-blended_cement_pastes_at_low_WB_ratio_under_wet_curing_condition
- Treatment of two Ecuadorian Zeolite-Rich Tuffs and Their Potential Usage as Supplementary Cementitious Materials. ISBN/ISSN: 13886150 TIPO PARTICIPANTE: Coautor AÑO: 2014 REVISTA/EVENTO: Journal of Thermal Analysis and Calorimetry Volume 115, Issue 1, January 2014, Pages 309-321 https://www.researchgate.net/publication/263300793_Thermomechanical_treatment_of_two_Ecuadorian_zeolite-rich_tuffs_and_their_potential_usage_as_supplementary_cementitious_materials
- Zeolite Occurrence and Genesis in the Late-Cretaceous Cayo Arc of Coastal Ecuador: Evidence For Zeolite Formation in Cooling Marine Pyroclastic Flow Deposits ISBN/ISSN: 01691317 TIPO PARTICIPANTE: Coautor AÑO: 2014 REVISTA/EVENTO: Applied Clay Science. Volume 87, January 2014, Pages 108-119 https://www.researchgate.net/publication/259119513_Zeolite_occurrence_and_genesis_in_the_Late-Cretaceous_Cayo_arc_of_Coastal_Ecuador_Evidence_for_zeolite_formation_in_cooling_marine_pyroclastic_flow_deposits